# Neoregelia richteri
Neoregelia richteri är en gräsväxtart som beskrevs av Wilhelm Weber. Neoregelia richteri ingår i släktet Neoregelia och familjen Bromeliaceae. Inga underarter finns listade i Catalogue of Life.